# Gymnelema plebigena
Gymnelema plebigena är en fjärilsart som beskrevs av Edward Meyrick 1924. Gymnelema plebigena ingår i släktet Gymnelema och familjen säckspinnare. Inga underarter finns listade i Catalogue of Life.